# Initials B.B.
| Оценки критиков | Оценки критиков |
| Источник        | Оценка          |
| --------------- | --------------- |
| AllMusic        | [ 1 ]           |

Initials B.B. — студийный альбом Сержа Генсбура 1968 года. Был записан в период между 1965 и 1968 годами в трёх лондонских студиях, кроме трека «Bonnie and Clyde», который был записан в Париже. Выпуск состоялся на лейбле Philips Records. В 2004 году французское издание журнала Rolling Stone поставила альбом на 14 место (из 100) в списке «самых лучших альбомов французского рока».

## Список композиций
Слова и музыка всех песен — Серж Генсбур.
| №   | Название                                     | Длительность |
| --- | -------------------------------------------- | ------------ |
| 1.  | «Initials B.B.»                              | 3:36         |
| 2.  | «Comic Strip»                                | 2:13         |
| 3.  | «Bloody Jack»                                | 2:11         |
| 4.  | «Docteur Jekyll et Monsieur Hyde»            | 1:56         |
| 5.  | «Torrey Canyon»                              | 2:43         |
| 6.  | «Shu Ba Du Ba Loo Ba»                        | 2:08         |
| 7.  | «Ford Mustang»                               | 2:41         |
| 8.  | «Bonnie and Clyde (В дуэте с Бриджит Бардо)» | 4:19         |
| 9.  | «Black and White»                            | 2:10         |
| 10. | «Qui Est „In“ Qui Est „Out“»                 | 2:14         |
| 11. | «Hold Up»                                    | 2:20         |
| 12. | «Marilu»                                     | 2:34         |

Треки 1, 3, 4, 6, 7, 9, 10, 12 аранжированы и спродюсированы Артуром Гринслейдом; треки 2, 5, 11 аранжированы и спродюсированы Дэвид Уитакер. 8 трек аранжирован и спродюсирован Мишелем Голумбье. Партии бэк-вокала в 2, 3, 7 треках — Мейдлин Белл.
«Docteur Jekyll et Monsieur Hyde», «Shu Ba Du Ba Loo Ba», «Qui est in qui est out» и «Marilu» записаны на студии Fontana Studios в Лондоне в декабре 1965 года. Первоначально выпущены на EP Qui Est, In Qui Est, Out в январе 1966 года.

«Comic Strip», «Torrey Canyon» и «Hold Up» были записаны на Chappell Studios в Лондоне в июне 1967 года. Первоначально выпущены на EP Mr. Gainsbourg 8 июля 1967 года.

Песня «Bonnie and Clyde» была записана в студии Hoche Studios в Париже 11 и 12 декабря 1967 года. Первоначально выпущена на EP Bonnie and Clyde 2 января 1968 года.

«Initials BB», «Bloody Jack», «Ford Mustang» и «Black and White» записанны в Chappell Studios в Лондоне в мае 1968 года. Первоначально выпущены на EP Initials BB в мае 1968 года.

## Чарт
| Чарт           | Высшая позиция |
| -------------- | -------------- |
| Франция (SNEP) | 181            |